# Philippe Dufour
Philippe Dufour (* 1948 in Le Solliat) ist ein Schweizer Uhrmacher, Erfinder der Armbanduhr mit kompletter Minutenrepetition und Mitglied der Académie Horlogère des Créateurs Indépendants.

## Leben
Dufour besuchte die Technische Schule in Le Sentier und wurde 1967 als Uhrmacher bei Jaeger-LeCoultre und Uhrmachermeister Gabriel Locatelli eingestellt. Nach einigen Aufenthalten in London, Frankfurt und auf den Jungferninseln gründete Philippe Dufour 1978 die Firma Philippe Dufour in Le Solliat. Dufour stellte 1992 auf der Baselworld die weltweit erste Armbanduhr mit kompletter Minutenrepetition (frz. grande et petite sonnerie ‚Großes und kleines Klingeln‘) vor. Im Jahr 1996 baute er die Armbanduhr Duality mit zwei Unruhen.